# شعب هريت (عبس)
شعب هريت هي إحدى قرى عزلة مطولة بمديرية عبس التابعة لمحافظة حجة، بلغ تعداد سكانها 238 نسمة حسب تعداد اليمن لعام 2004.